# Federico Sáiz
Domingo Germán Sáiz Villegas (Molledo, 1912. október 14. – 1989. április 24.) spanyol labdarúgócsatár.